# Łęki Dukielskie

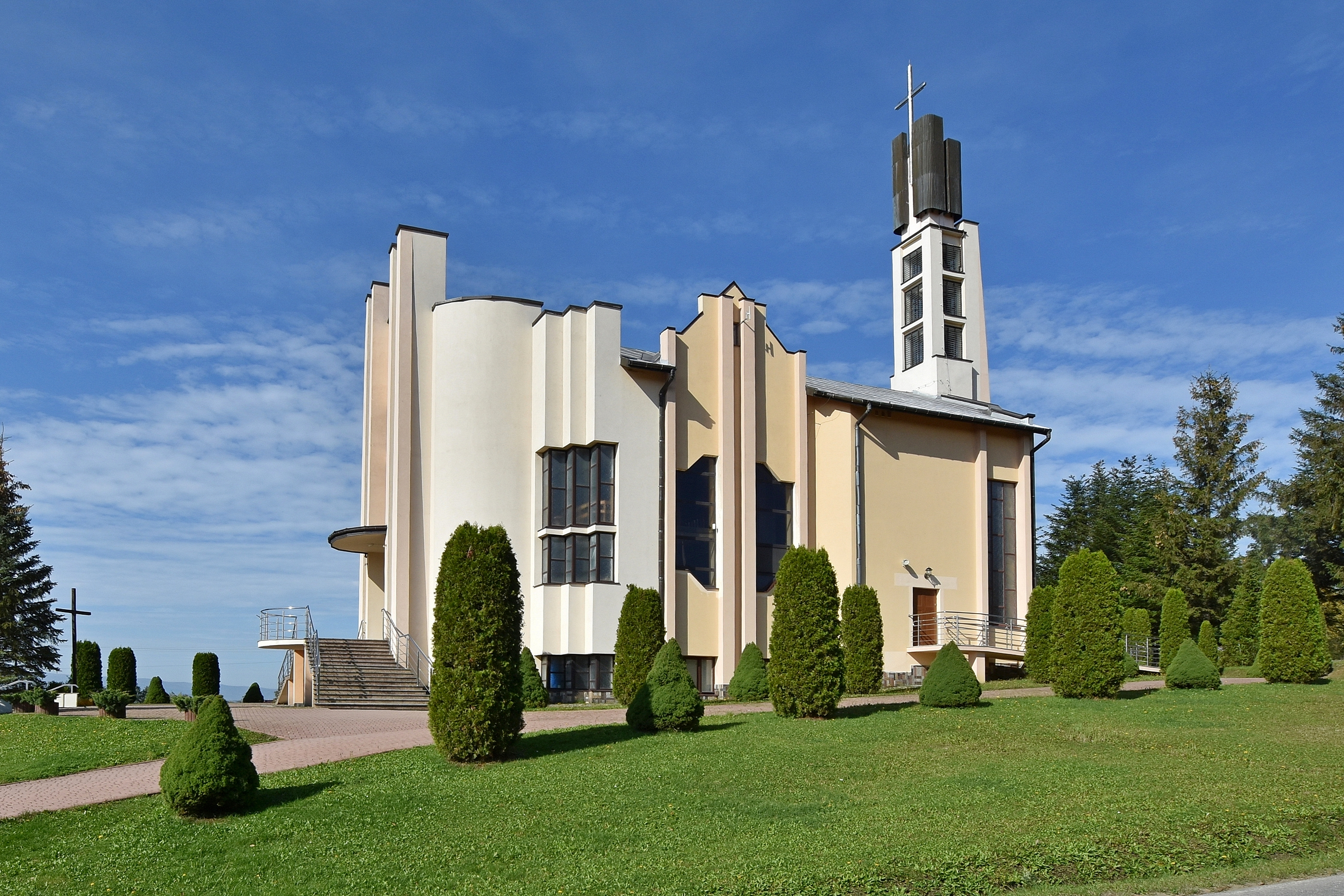
Kościół parafialny

Łęki Dukielskie – wieś podkarpacka w Polsce położona w województwie podkarpackim, w powiecie krośnieńskim, w gminie Dukla.
W miejscowości znajdują się dwa kościoły: rzymskokatolicki pw. Najświętszego Serca Pana Jezusa oraz kościół polskokatolicki pod wezwaniem Dobrego Pasterza.

## Części wsi
| SIMC    | Nazwa              | Rodzaj     |
| ------- | ------------------ | ---------- |
| 0349659 | Cyganówka          | część wsi  |
| 0349665 | Dół                | część wsi  |
| 0349671 | Folwark            | część wsi  |
| 0349688 | Góra               | część wsi  |
| 0349790 | Kamieniec          | przysiółek |
| 0349694 | Kowalówka          | część wsi  |
| 0349808 | Łazy               | przysiółek |
| 0349820 | Myszkowskie        | przysiółek |
| 0349702 | Od Gościńca        | część wsi  |
| 0349814 | Pałacówka          | przysiółek |
| 0349725 | Rola Dukielska     | część wsi  |
| 0349748 | Rola Jastrzębskich | część wsi  |
| 0349719 | Rola-Cholewy       | część wsi  |
| 0349731 | Rola-Jaraczów      | część wsi  |
| 0349754 | Rola-Kołaczów      | część wsi  |
| 0349760 | Rola-Obory         | część wsi  |
| 0349777 | Rola-Wierdaków     | część wsi  |
| 0349783 | Wygon              | część wsi  |

## Położenie
Wieś leży na północnym skraju Beskidu Niskiego, w szerokim obniżeniu ograniczonym od południa grupą wzgórz zwanych Górami Iwelskimi, natomiast od północy łańcuchem wzgórz Pogórza Jasielskiego. Zabudowania leżą w większości na wysokości od 325 do 375 m n.p.m. Są zgrupowane w dwa pasy wzdłuż dwóch dróg, biegnących po dwóch stronach miejscowego potoku, spływającego ku zachodowi (dopływ Iwielki).

## Historia
Ślady człowieka pozostawione w Łękach pochodzą z epoki neolitu, epoki brązu i żelaza oraz z okresu rzymskiego.
Po raz pierwszy wieś wymieniana jest w dokumencie wydanym w dniu 17 sierpnia 1366 roku przez Kazimierza Wielkiego. Wystawiony we Włodzimierzu dokument zatwierdzał podział majątku kanclerza Janusza (Suchywilka) i darowanie części majątku swym bratankom. Dobrami Kanclerza podzielili się Janusz, Piotr i Mikołaj - synowie Jakuba Cztana z Kobylan. W rękach Kobylańskich Łęki były do końca XVI w.
Dzierżawił ją Jakub Warszycki. W początkach XV stulecia prawdopodobnie była tu druga faza osadnictwa na prawie magdeburskim. W tym czasie miejscowość stanowiła własność Mikołaja syna Zawiszy z Łęk.
Na przełomie XIX/XX w. podejmowano starania w kierunku kształcenia dzieci i młodzieży. W budynku mieszczącym 2 sale lekcyjne rozpoczęto naukę w 1937 roku. Placówkę oświatową sukcesywnie rozbudowywano. Od 10 października 2002 roku patronem szkoły jest Jan Paweł II. W skład szkoły wchodzi oddział przedszkolny, szkoła podstawowa i gimnazjum.
W czasie II wojny koncentrowały się tu oddziały AK OP-15. We wrześniu 1944 toczyła tu walki brygada czechosłowacka i miejscowość została znacznie zniszczona.
W latach 1954–1961 wieś należała i była siedzibą władz gromady Łęki Dukielskie, po jej zniesieniu w gromadzie Kobylany. W latach 1975–1998 miejscowość administracyjnie należała do województwa krośnieńskiego.
W dniach 26–28 sierpnia 2016 roku w Łękach Dukielskich odbywały się uroczyste obchody 650-lecia istnienia wsi. Dokonano wtedy odsłonięcia i poświęcenia Pomnika Wdzięczności upamiętniającego wszystkie pokolenia Łęczan oraz żołnierzy Armii Krajowej. Były to dni wizyty wielu dawnych mieszkańców i osób związanych z tą miejscowością.

## Wiatraki
Pięć masztów elektrowni wiatrowych o wysokości 100 metrów i skrzydłach o rozpiętości 46 metrów stanęło w rejonie Łęk Dukielskich. To najwyższe z dotychczas zainstalowanych w Polsce wiatraków. Cały projekt przygotowała rybnicka firma Inwestycje Wiatr - Projekt. Był to ich pierwszy taki duży projekt. Farma została oddana do użytku w maju 2009 roku.